# Nick Redfern
Nicholas "Nick" Redfern (sinh năm 1964) là một tác giả, nhà báo, nhà động vật học thần bí và nhà nghiên cứu UFO nổi tiếng của Anh. Redfern là một người ủng hộ tích cực tiết lộ thông tin chính thức của chính phủ về UFO và từng lao đầu vào khám phá hàng ngàn trang tài liệu của Không quân Hoàng gia, Bộ Không quân và Bộ Quốc phòng đã được giải mật trước đây về vật thể bay không xác định (UFO) có niên đại từ thời Thế chiến II qua cơ quan lưu trữ Public Record Office và hiện đang làm việc như một nhà báo viết phóng sự và cộng tác viên biên tập cho tạp chí Phenomena.
Cuốn sách năm 2005 của ông, Body Snatchers in the Desert: The Horrible Truth at the Heart of the Roswell Story, ngụ ý cho thấy vụ tai nạn Roswell có thể là các thử nghiệm máy bay quân sự sử dụng tù binh Nhật Bản, bị ảnh hưởng bởi progeria hoặc bức xạ.

## Tiểu sử
Redfern theo học Trường Phổ thông Hỗn hợp Pelsall ở Pelsall từ năm 1976 đến năm 1981. Ông cũng tới làm việc tại hãng cung cấp sơn Dixons với một nhà nghiên cứu UFO khác là Martin Lenton.
Redfern gia nhập một tạp chí nhạc rock và thời trang Zero vào năm 1981, nơi ông được đào tạo về báo chí, viết lách, sản xuất tạp chí và nhiếp ảnh, sau đó tiếp tục viết các bài báo tự do về UFO vào giữa những năm 1980.
Từ năm 1984 đến năm 2001, ông làm nhà báo viết phóng sự tự do cho các tờ báo Daily Express, People, Western Daily Press và Express & Star, đồng thời là nhà báo viết phóng sự toàn thời gian cho tờ Planet on Sunday. Từ năm 1996 đến 2001, ông làm phóng viên tự do cho các tạp chí sạp báo của Anh như The Weekender, Animals, Animals, Animals, Pet Reptile, Military Illustrated, Eye-Spy, The Unopened Files và The X-Factor.
Từ năm 1996 đến năm 2000, Redfern đã ký hợp đồng xuất bản ba cuốn sách với Simon & Schuster of London gồm những ấn phẩm mang tên A Covert Agenda: The British Government’s UFO Top Secrets Exposed (1997), The FBI Files: The FBI’s UFO Top Secrets Exposed (1998) và Cosmic Crashes: The Incredible Story of the UFOs That Fell to Earth (1999). Những cuốn sách này đã được xuất bản tại Vương quốc Anh, Canada, Nga, Ba Lan, Úc, New Zealand và Bồ Đào Nha.
Năm 2003, Paraview-Pocket Books New York đã xuất bản cuốn sách của Redfern có nhan đề Strange Secrets: Real Government Files on the Unknown vào tháng 5 năm đó. Và, vào tháng 3 năm 2004, Paraview-Pocket Books, New York, đã xuất bản cuốn sách của ông có nhan đề Three Men Seeking Monsters: Six Weeks in Pursuit of Werewolves, Lake Monsters, Giant Cats, Ghostly Devil Dogs, and Ape-Men. Cuốn sách này kể câu chuyện về mối quan hệ của ông với Jonathan Downes và Richard Freeman thuộc Trung tâm Động vật học Fortean, và được Universal Studios lựa chọn. Redfern từng điều hành chi nhánh tại Mỹ của Trung tâm Động vật học Fortean từ năm 2002. Năm 2007, Universal Studios đã mua bản quyền của cuốn sách này với hy vọng làm một bộ phim từ nó.
Redfern hoạt động tại các buổi diễn thuyết xoay vòng, cả ở Anh và ở nước ngoài, và đã xuất hiện trong các chương trình hợp tác quốc tế thảo luận về hiện tượng UFO. Redfern là khách quen có mặt trong các chương trình trên kênh History Channel Monster Quest và UFO Hunters, Paranormal của National Geographic Channels và Proof Positive của kênh Syfy, cũng như xuất hiện trong một tập trong phần ba của Penn & Teller: Bullshit!, có tựa đề "Ghost Busters". Ông cũng đã xuất hiện trên nhiều chương trình truyền hình ở Vương quốc Anh, bao gồm The Big Breakfast, Channel 5 News, và GMTV.
Ông được xác định là thành viên của một nhóm bạn không chính thức thường gọi những người khác là "Paranormal Rat Pack" và "The Cabal"; các thành viên khác là nhà làm phim Paul Kimball, và các tác giả Greg Bishop, và Mac Tonnies quá cố.

## Ấn phẩm
- A Covert Agenda: The British Government's UFO Top Secrets Exposed (1997) by Nick Redfern – ISBN 1-931044-70-8
- The F.B.I. Files (1998) by Nick Redfern – ISBN 0-684-86834-2
- Cosmic Crashes (1999) by Nick Redfern – ISBN 0-671-03306-9[16]
- Strange Secrets (2003) by Nick Redfern and Andy J. Roberts – ISBN 0-7434-6976-3
- Three Men Seeking Monsters (2004) by Nick Redfern – ISBN 0-7434-8254-9
- Body Snatchers in the Desert: The Horrible Truth at the Heart of the Roswell Story (2005) by Nick Redfern – ISBN 0-7434-9753-8
- On The Trail of the Saucer Spies (2006) by Nick Redfern – ISBN 1-933665-10-6
- Celebrity Secrets: Official Government Files on the Rich and Famous (2007) by Nick Redfern – ISBN 1-4165-2866-0[8]
- Man-Monkey – In Search of the British Bigfoot (2007) by Nick Redfern – ISBN 1-905723-16-4
- Memoirs of a Monster Hunter: A Five-Year Journey in Search of the Unknown (2007) by Nick Redfern – ISBN 1-56414-976-5
- The NASA Conspiracies (2011) by Nick Redfern – ISBN 1-60163-149-9[4]
- The Real Men in Black (2011) by Nick Redfern – ISBN 1-60163157-X
- The Zombie Book: Encyclopedia of the Living Dead (2014) – ISBN 1-57859504-5
- Policing the UFO by Nick Redfern and Irene Bott[17]

Trong một cuộc phỏng vấn năm 2002, Redfern tuyên bố rằng "Andy Roberts và tôi có một cuốn sách sắp ra mắt vào năm tới về một sự kiện UFO khả nghi ở Wales năm 1974." Điều này liên quan đến sự kiện UFO núi Berwyn.